# Royal Fresh Air
Le Royal Fresh Air est un ancien club belge de basket-ball basé à Bruxelles.

## Historique
Le Fresh Air voit le jour en 1926 à Schaerbeek sous le matricule 3. Il remporte le titre de champion de Belgique en 1937 et 1938.
En 1974 le club déménage dans la salle omnisports du Parc de la Jeunesse fraichement construite à Jette. Sous les ordres de John Huysecom, le Fresh Air connait plusieurs années de stabilité en première division après avoir connu les divisions inférieures. Pendant cette période, la salle du Parc de la Jeunesse accueille régulièrement jusqu'à 2 000 spectateurs, assistant à un Fresh Air composé de nombreux étudiants.
En 1977 le club se relocalise à Molenbeek, devenant le Royal Fresh Air Molenbeek, et s'installe dans la bulle à côté du RWDM. Sous les ordres de l'entraîneur Simon Guillaume, l'équipe affronte notamment le Partizan Belgrade et Le Mans, avant de finir champion en été 1978.
Porté par Jon Heath et Ivo Van Poppelen (MVP de la saison) le club remporte un deuxième titre de champion de Belgique consécutif en 1979. L'équipe de Georges Vael atteint également la finale de la Coupe de Belgique durant cette saison mais s'incline sur le score de 66 à 77 contre le BC Ostende.
En 1980, le club se relocalise une nouvelle fois, emménageant dans la salle Simonet à Anderlecht, pour des raisons économiques. Le club fusionne avec le Royal IV avant des disparaitre en 1985. En 1989 un groupe d'amis décide de faire renaître le Fresh Air à Jette sous le nouveau matricule 2344. Étant donné que le Royal Fresh Air, avec son matricule 3, a disparu, il s'agit d'une nouvelle entité à part entière et non pas de la continuation du club fondé en 1926.

## Personnalités du club

### Entraîneurs
- Simon Guillaume
- John Huysecom
- Georges Vael

### Joueurs emblématiques
- Jon Heath
- Ivo Van Poppelen

## Palmarès
Championnat de Belgique
- Champion : 1937, 1938, 1978, 1979

Coupe de Belgique
- Finaliste : 1979